# Siły Powietrzne Chińskiej Armii Ludowo-Wyzwoleńczej
Siły Powietrzne Chińskiej Armii Ludowo-Wyzwoleńczej (chiń. upr. 中国人民解放军空军; chiń. trad. 中國人民解放軍空軍; pinyin Zhōngguó Rénmín Jiěfàngjūn Kōngjūn, skrót ang. PLAAF) – jeden z rodzajów sił zbrojnych Chińskiej Armii Ludowo-Wyzwoleńczej, od początku istnienia ich kręgosłup stanowiły maszyny radzieckie, a później ich kopie produkowane w Chinach, obecnie liczą ponad 2000 statków powietrznych.
Chińczycy od początku istnienia nowego państwa napotkali na trudności w budowie nowoczesnej armii, nie będąc w stanie zaprojektować i budować nowoczesnego samolotu byli skazani na współpracę z ZSRR. Oba kraje zbliżyła wojna koreańska, w trakcie której Chińczycy latali na radzieckich MiG-15 (w ChRL J-2), zakłady Shenyang uruchomiły nawet licencyjną produkcję treningowych MiG-15UTI (oznaczone JJ-2). W latach 50. Chiny zbudowały znaczne zaplecze przemysłowe, aby móc samodzielnie produkować samoloty dla swojego lotnictwa.
19 listopada 2015 roku ogłoszono podpisanie kontraktu pomiędzy rządami Chin i Rosji na sprzedaż 24 samolotów Su-35. Wartość umowy szacowana jest na 2 miliardy USD. Dostawy myśliwców mają się rozpocząć w 2017, a zakończyć w 2018 roku. Negocjacje trwały od 2011 roku, które dotyczyły miejsca produkcji maszyn. Postanowiono, że samoloty powstają w zakładach Suchoja w Komsomolsku nad Amurem, z wykorzystaniem niektórych chińskich komponentów maszyny. Siły Powietrzne Chin staną się pierwszym zagranicznym użytkownikiem Su-35.

## Wyposażenie jednostek transportowych
Zadaniem lotnictwa transportowego jest zapewnienie transportu wewnątrz kraju oraz wsparcie działań za granicą. Chińska Republika Ludowa w wielu regionach swojego rozległego terytorium posiada słabo rozbudowaną sieć infrastruktury drogowej. Realizacja transportu w takim przypadku realizowana jest przez wojskowy transport powietrzny. Problemem braku wsparcia dla rozrostu sił transportowych był brak nowoczesnego sprzętu wraz z brakiem technologii w tej dziedzinie. Przyczyną za ten stan rzeczy były negatywne stosunku z ZSRR oraz ograniczone moce produkcyjno-konstrukcyjne chińskiego przemysłu lotniczego.
Pierwszy chiński samolot transportowy był to Yun-5, który był radzieckim samolotem An-2. Od 1957 roku montowano samoloty z części sprowadzonych z ZSRR, a następnie uruchomiono miejscową produkcję. W trzynaście lat do 1970 roku powstało 728 sztuk w fabryce Nanchang, a od tego roku również fabryka Shijiazhuang. Jedyną zmianą konstrukcyjną w stosunku do radzieckich lub polskich samolotów było zamontowanie na końcu wingletów.
W latach 1974–1975 opracowano samolot Y-11, którego produkcja trwała zaledwie dwa lata. Napędzany był dwoma silnikami tłokowymi z dziewięcioma cylindrami Huosai-6A o mocy 213 kW każdy. Samolot z powodu niepraktyczności został wycofany z użytkowania. Samolot Y-11 Turbo Panda, który powstał na podstawie poprzednika to samolot u układzie grzbietopłatu z skrzydłami wzmocnionymi zastrzałami. Napęd stanowią dwa silniki Pratt & Whitney Canada PT6A-27 z śmigłami Hartzell o łącznej mocy 1360 kW. Kabina mieści 17 pasażerów i 1700 kg ładunku. Kadłub nie posiada tylnych drzwi załadunkowych. Konstrukcja została oblatana w 1982 roku. Nazwa następnie została zmieniona na Y-12. Maszyna została zmodernizowana poprzez wydłużenie skrzydeł o 2 metry, przez skośne końcówki oraz wymieniono silniki na mocniejsze. Próby w locie zostały zakończone w 2002 roku. Wyprodukowano ich około 120 sztuk.
Chiński samolot Yun-7 jest chińską kopią samolotu radzieckiego An-24. Nie ma informacji czy samolot był skopiowany po zakupieniu wersji cywilnych czy dokonano zakupienia dokumentacji. Pierwszy samolot oblatano w latach 70 XX wieku, a wersję z tylną rampą załadowczą Y-7H oblatano końcem lat 90.
Samolot An-12 jest największym chińskim samolotem transportowym, który produkowany jest seryjnie. Państwo Chińskie otrzymało w latach 60 kilka samolotów An-12 i dokumentację umożliwiającą samodzielny montaż bez licencji i dokumentacji produkcyjnej. Rozpoczęcie kopiowania radzieckiego samolotu zostało ustalone w 1969 roku. Prototyp zbudowano w 1974 roku. Oznaczenie chińskiego klona ustalono na Yun-8. Próby nad samolotem zostały zakończone w 1980 roku. W użyciu pozostaje około 90 sztuk z 100 wyprodukowanych samolotów. Różnica między radzieckim odpowiednikiem widoczna jest w przeszklonym nosie, który został wydłużony. Modernizacji uległy również wrota załadunkowe, skopiowane z amerykańskiego Herculesa oraz zostały powiększone celem transportu śmigłowców. W 1990 próbowano samodzielnie uszczelnić kabinę celem hermetyzacji jednak konieczne było skorzystanie pomocy z usług firmy Lockheed Martin. Zmiana miała oficjalnie umożliwić transport zwierząt, ale dała możliwość transportu żołnierzy nad Himalajami. 
Niektóre samoloty Yun-8 posiadają większe osłony dielektryczne na przodzie kadłuba. Przyczyną były dłuższe anteny radaru. Samolotów tych używa się powszechnie do transportu i maszyn specjalnych jak rozpoznanie lub testowania nowych komponentów. W 1993 roku planowano stworzyć wersję cywilną samolotu. W 1997 roku zmodernizowano podwozie samolotu. W 2004 roku rozpoczęto modernizację samolotu. Planowano importować silniki od Pratt & Whitney PW150B i śmigła sześciołopatowe Dowty R-408. Modernizacja z powodu przedłużających się prac, została wsparta umową z biurem Antonowa, które miało zaprojektować nowe skrzydła z kesonem pełniącym rolę zbiornika paliwa. Samolot po modernizacji otrzymał oznaczenie Y-8F-600. Oblatano go w 2007 roku według źródeł chińskich pomimo nie ujawnienia żadnego zdjęcia prototypu. Maszyna była później modernizowana pod względem zadań specjalnych. W ogonie wprowadzono masywny opływ aerodynamiczny, zlikwidowano rampę załadunkową, zmniejszono grzebień aerodynamiczny, wydłużono gondole podwozia, zwiększono ładownie o 1 metr. Kolejna zmiana dodała kolejny metr ładowni, nowe silniki i zwiększenie steru kierunku. W 2005 roku podane zostały informacje o pracy nad samolotem Y-8U. 
W 2007 roku ujawniono makietę samolotu, która okazała się kopią Ił-76. W 2009 roku oficjalnie ogłoszono pracę nad konstrukcją samolotu Y-20. Samolot stanowi połączenie rozwiązań z różnych samolotów. Z samolotu Ił-76 zaczerpnięto skrzydła, natomiast ogon wzięto z C-17A Globemaster III, podwozie z Airbus A400M, a przód z An-70. 

### Samoloty z importu
Po II wojnie światowej Chiny używały samolotów C-46, C-47, Li-2, Ił-12, Ił-14, Ił-18, Tu-124. W latach dziewięćdziesiątych XX wieku zakupiono Ił-76. 

### Plany niezrealizowane
Pierwszym dużym samolotem transportowym miała być kopia Boeinga 707 - Y-10. Projekt jednak porzucono.

## Wyposażenie

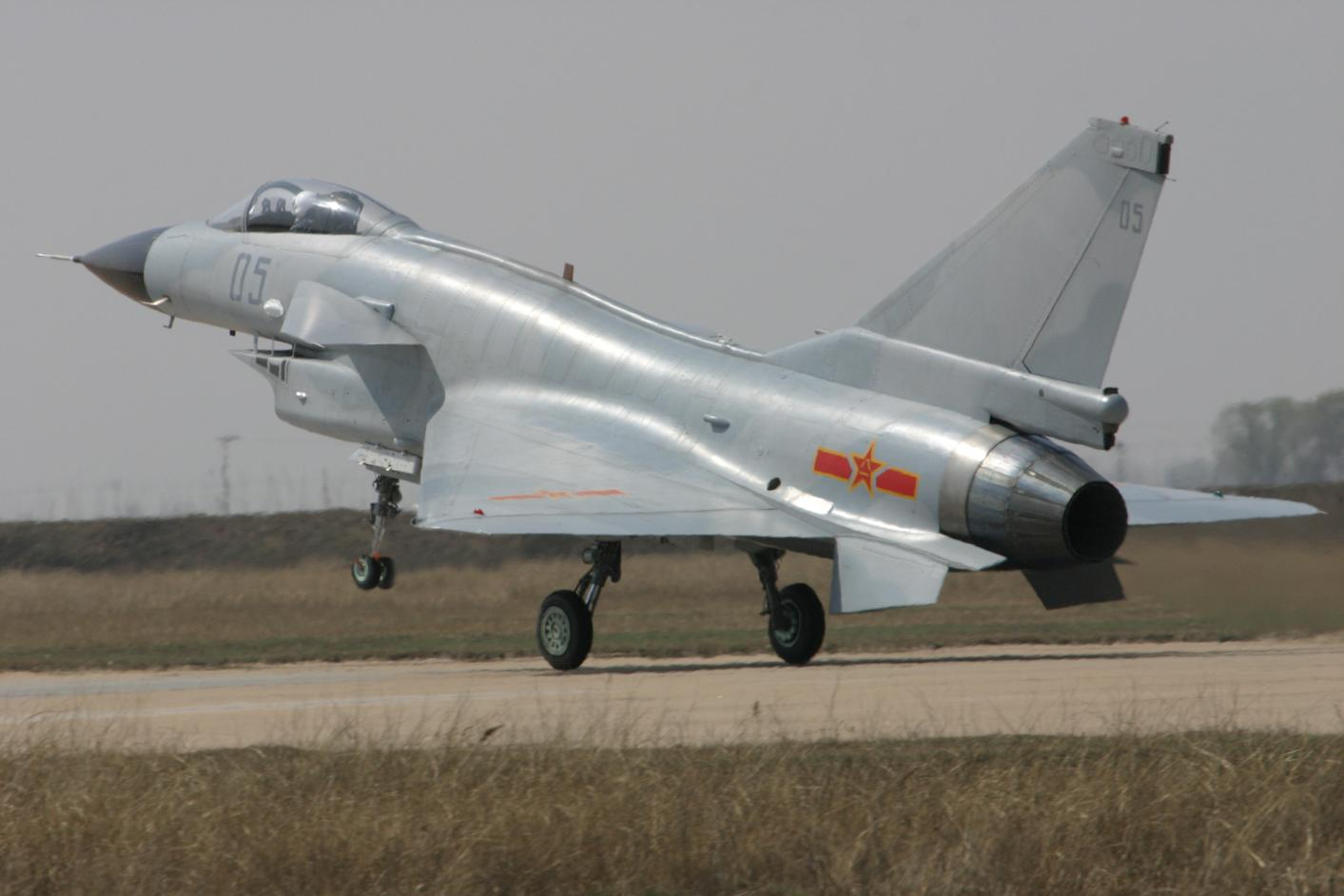
J-10A
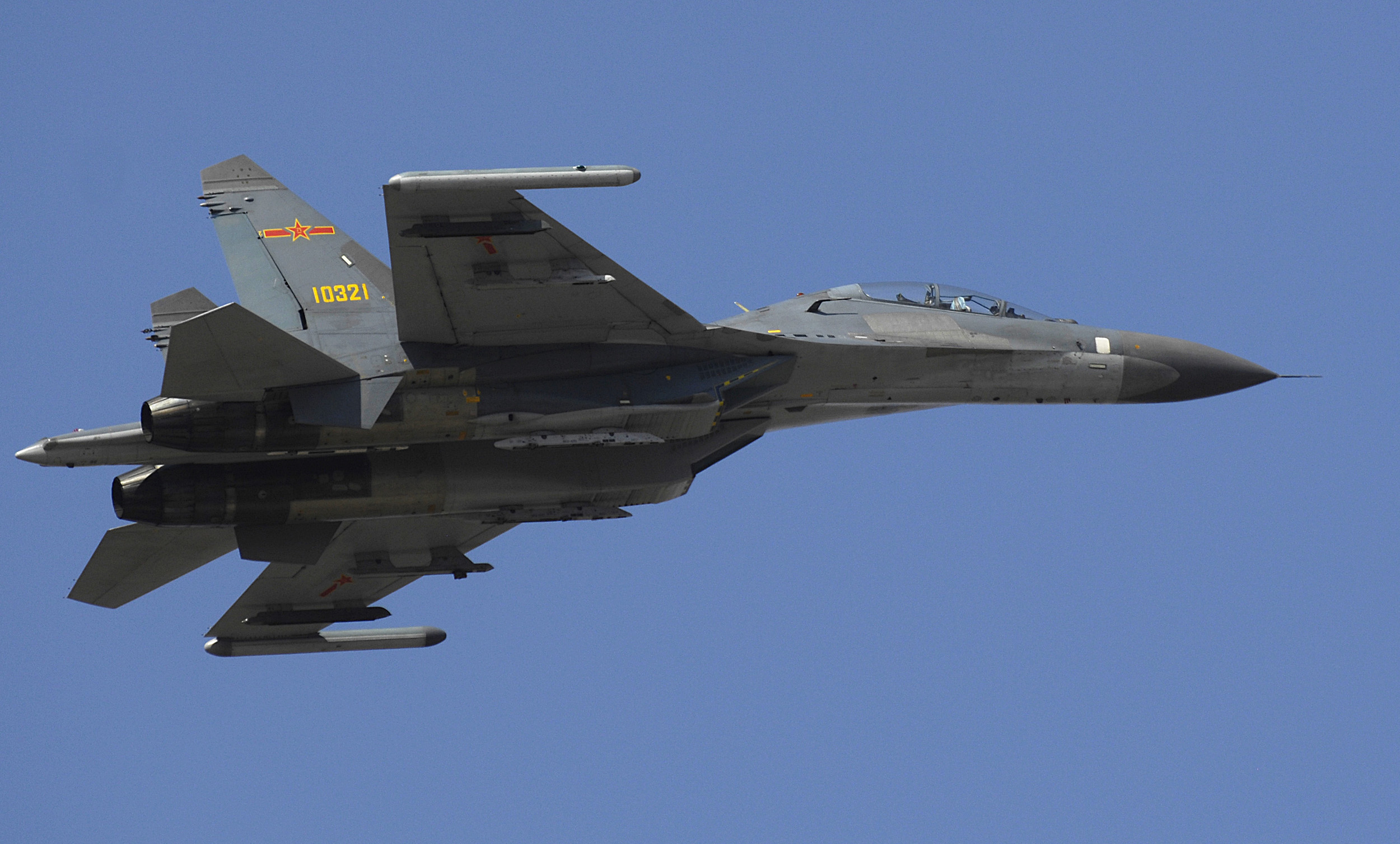
Su-27UBK
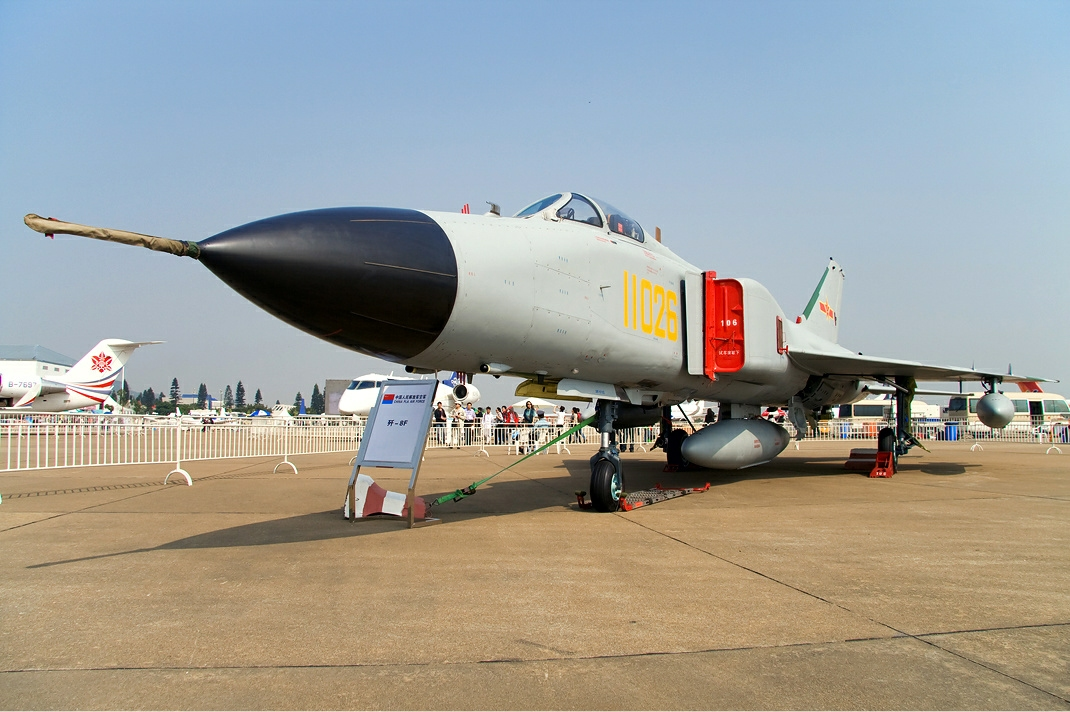
J-8II
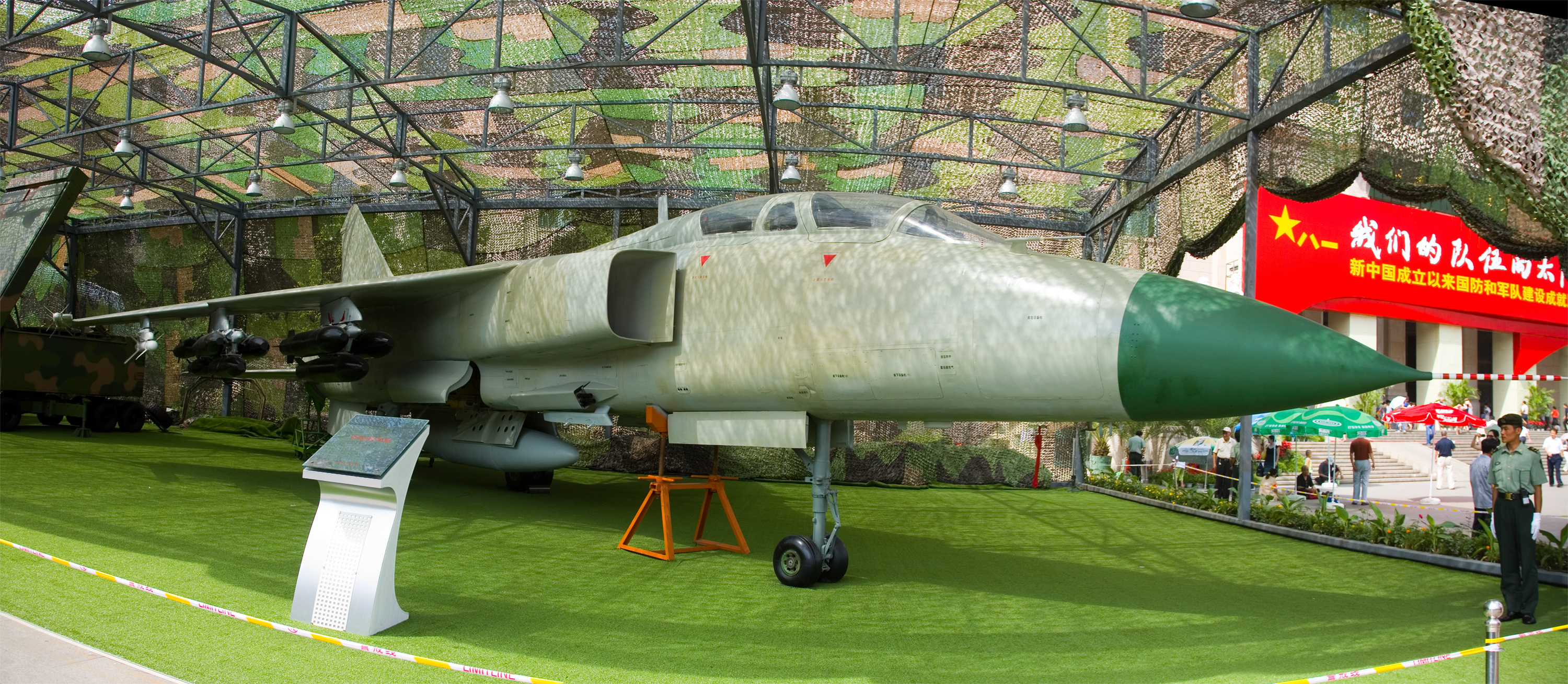
JH-7A
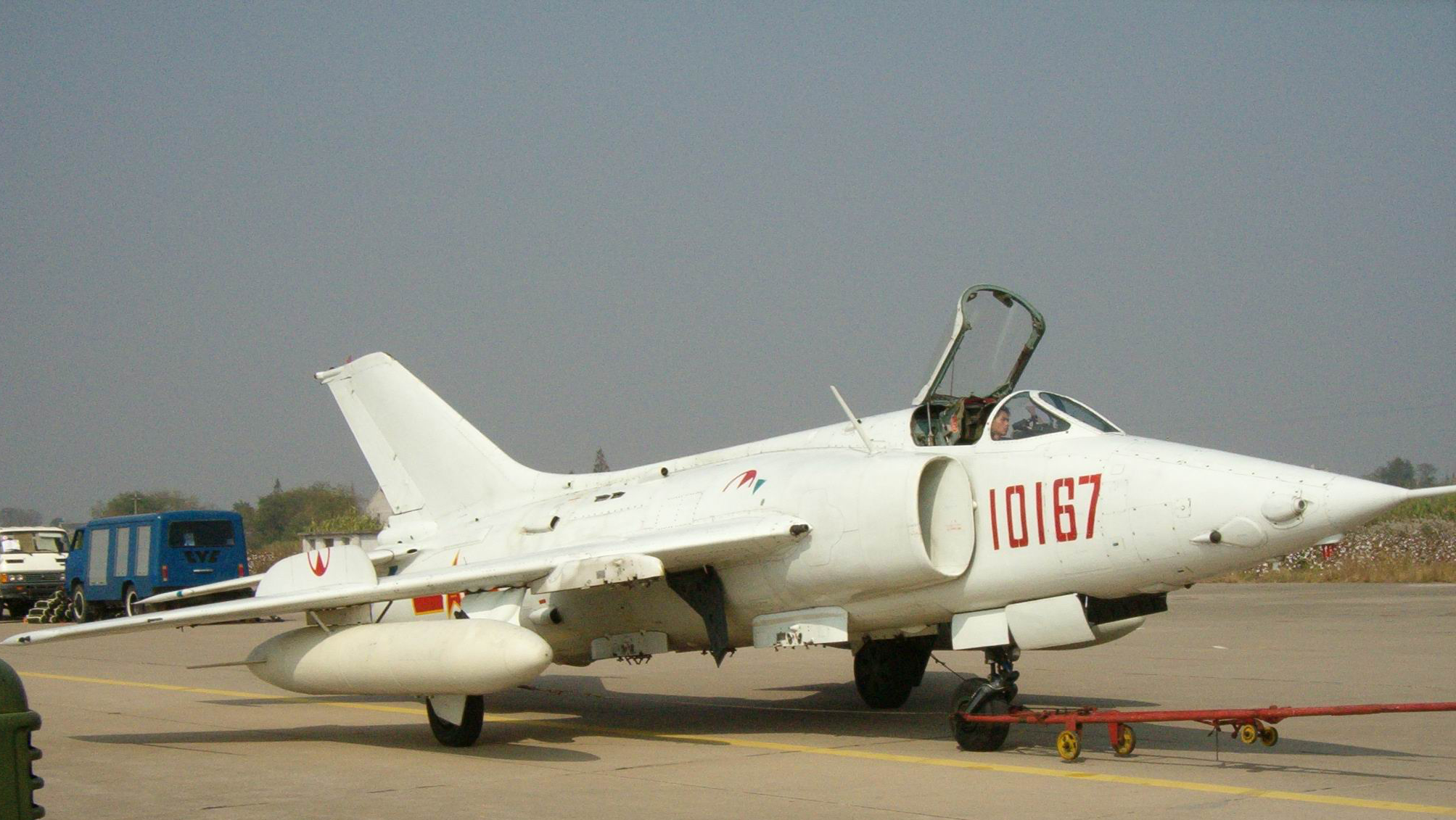
Q-5
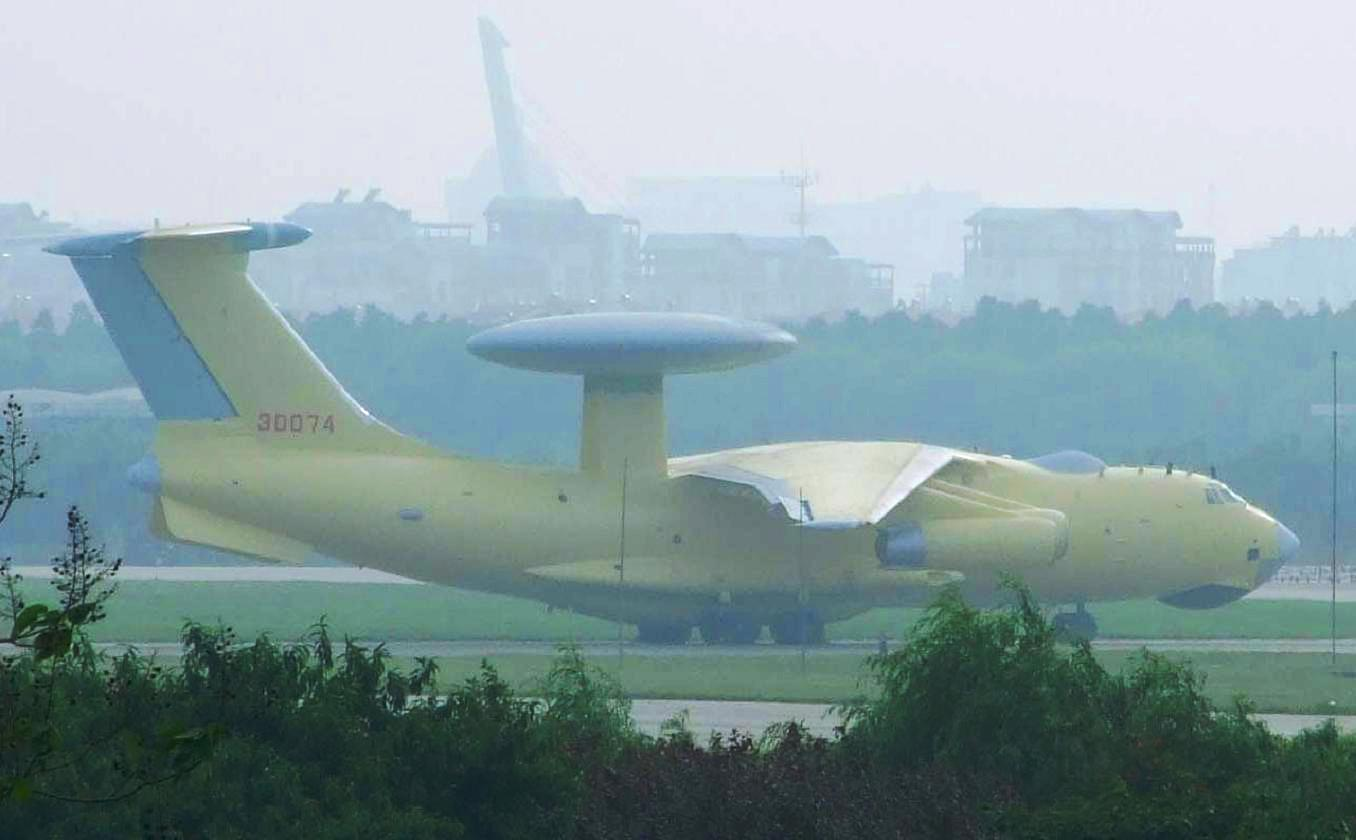
KJ-2000
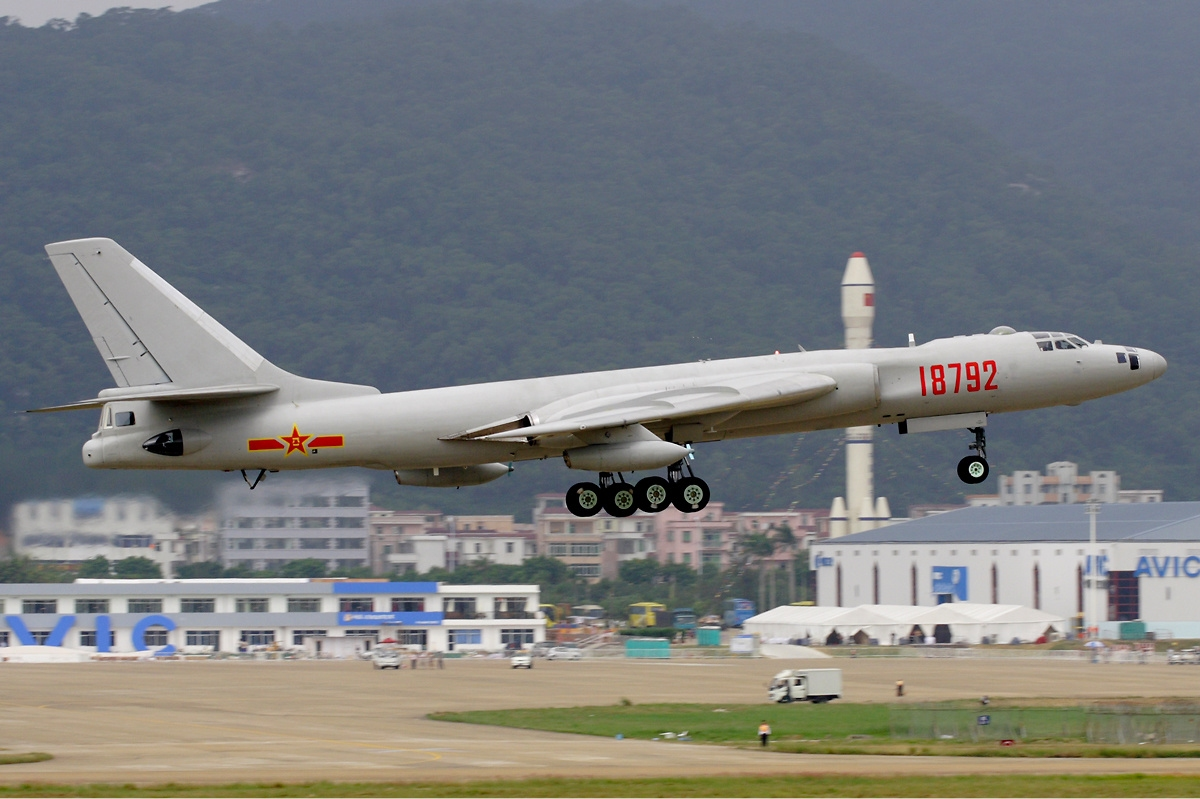
HY-6
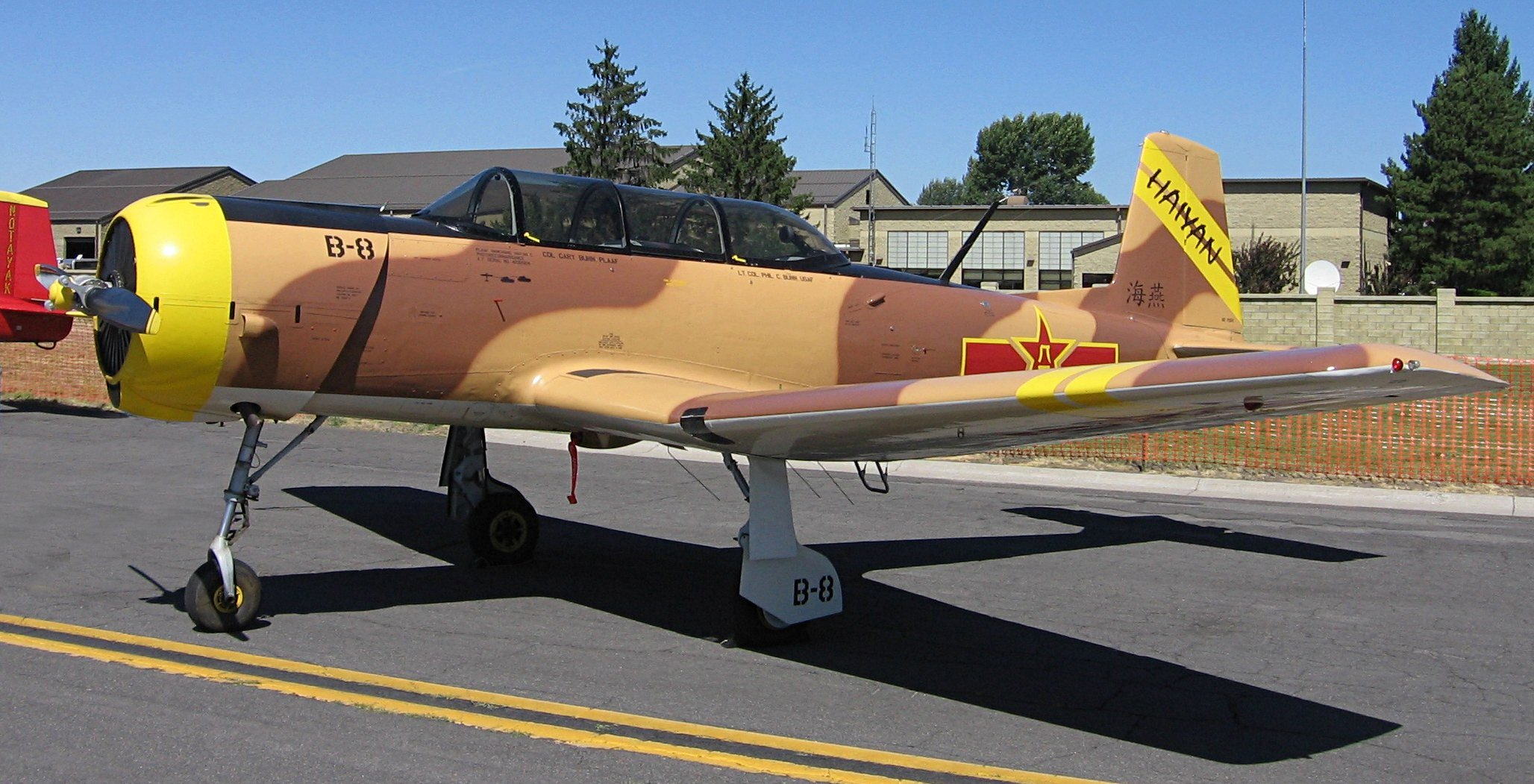
CJ-6
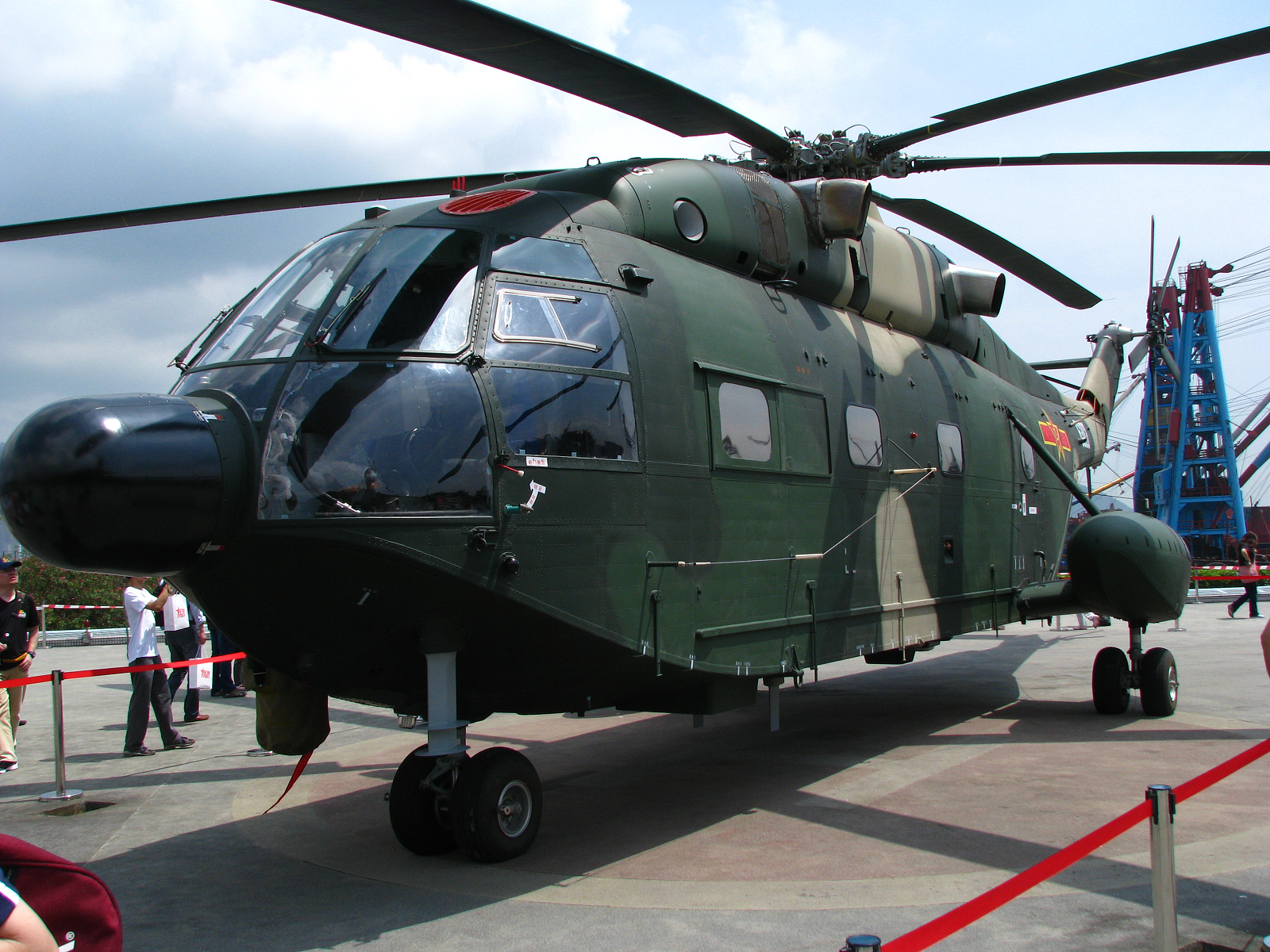
Z-8KH
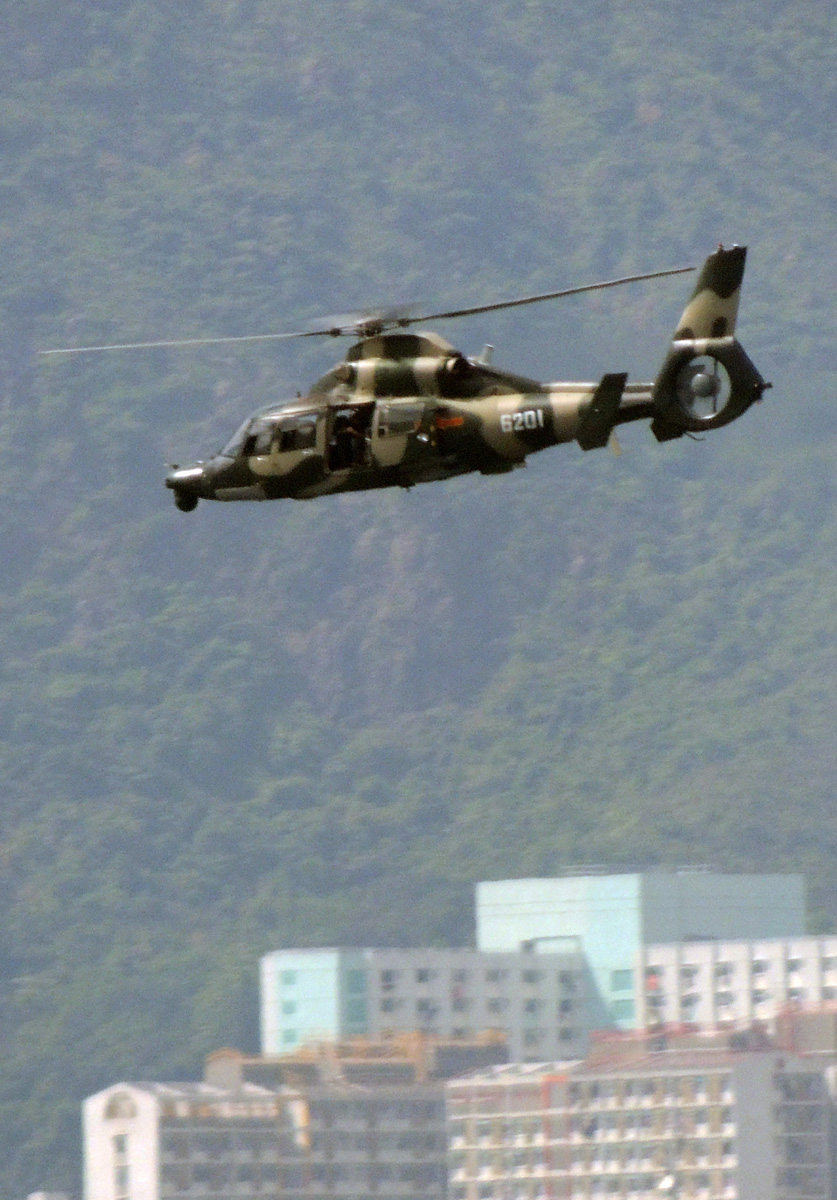
Z-9
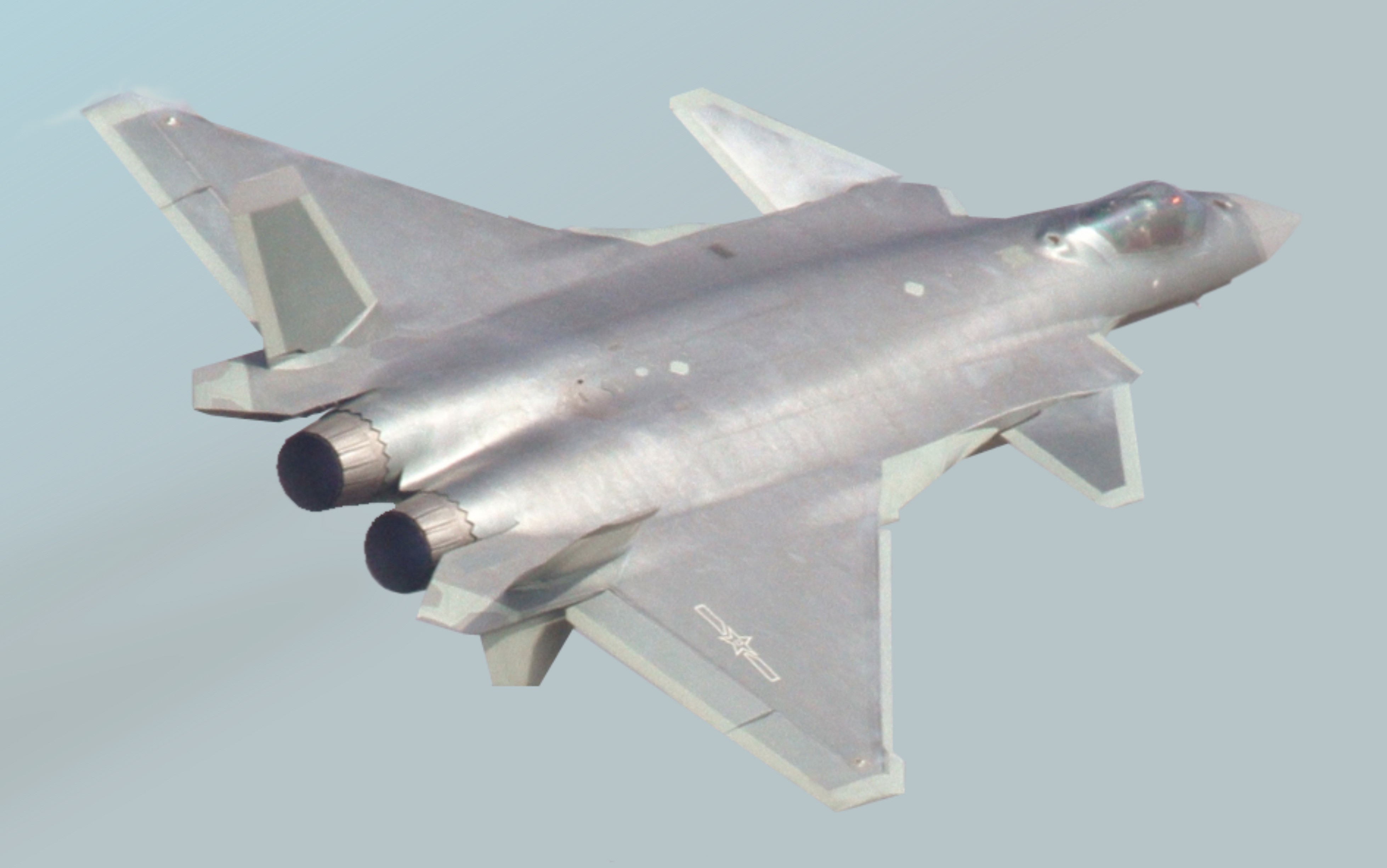
Chengdu J-20
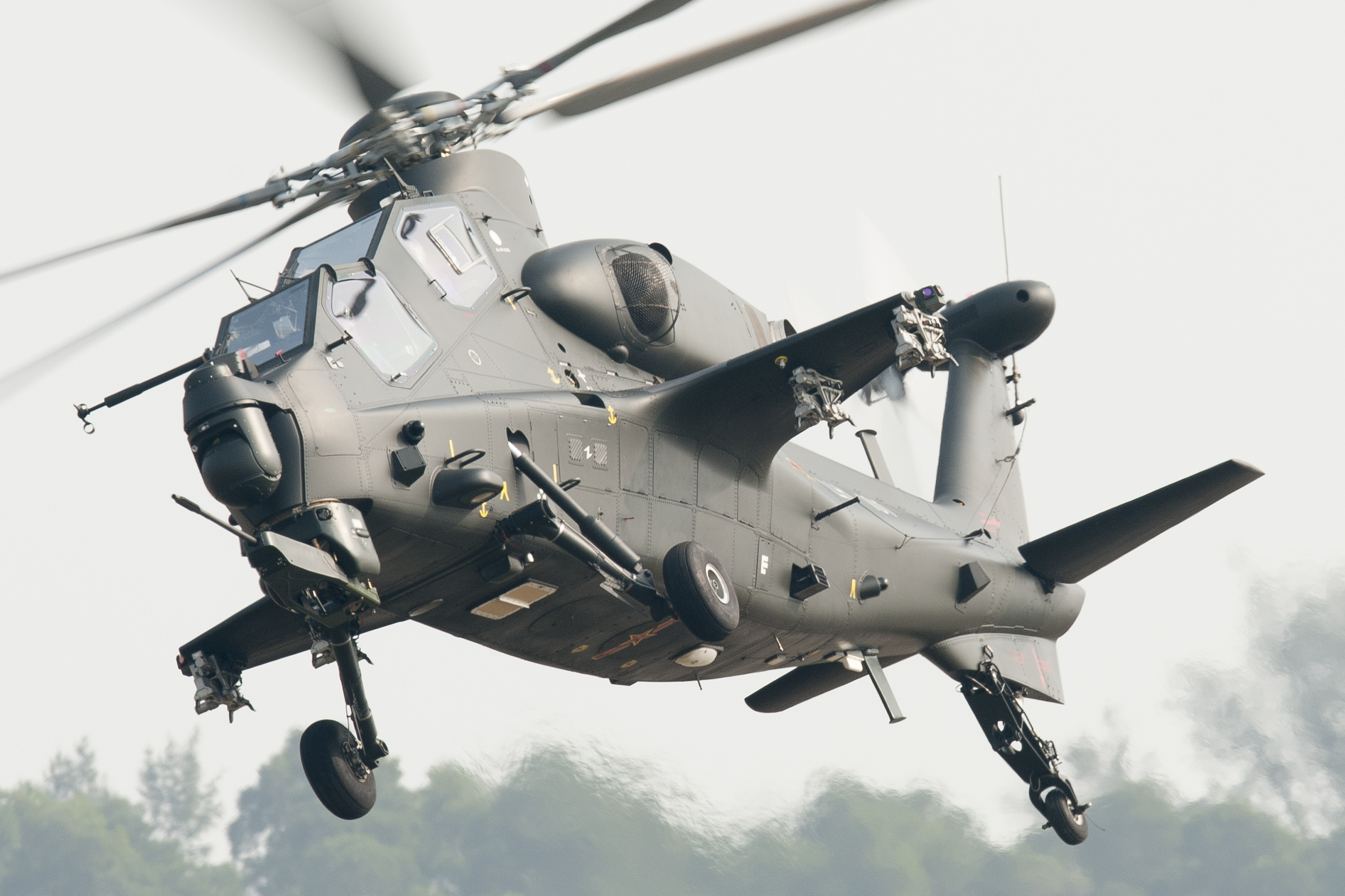
Wz-10

| Samolot                        | Producent                  | Typ                            | Wersja              | Liczba sztuk        | Uwagi                                                       |                     |                     |                     |                     |
| Samoloty myśliwskie            | Samoloty myśliwskie        | Samoloty myśliwskie            | Samoloty myśliwskie | Samoloty myśliwskie | Samoloty myśliwskie                                         | Samoloty myśliwskie | Samoloty myśliwskie | Samoloty myśliwskie | Samoloty myśliwskie |
| ------------------------------ | -------------------------- | ------------------------------ | ------------------- | ------------------- | ----------------------------------------------------------- | ------------------- | ------------------- | ------------------- | ------------------- |
| Chengdu J-20                   | Chiny                      | mysliwiec trudnowykrywalny     |                     | ~50                 |                                                             |                     |                     |                     |                     |
| Suchoj Su-35                   | Rosja                      | myśliwiec wielozadaniowy       | Su-35S              | 24                  |                                                             |                     |                     |                     |                     |
| Chengdu J-10                   | Chiny                      | myśliwiec wielozadaniowy       | J-10A/B J-C J-10S   | 436                 | Dopiero wersja C jest uważana za nowoczesną maszynę.        |                     |                     |                     |                     |
| Su-30                          | Rosja                      | myśliwiec wielozadaniowy       | Su-30MKK            | ~76                 | Marynarka wykorzystuje 24 Su-30MKK2.                        |                     |                     |                     |                     |
| Shenyang J-16                  | Chiny                      | mysliwiec przewagi powietrznej | J-16 J-16D          | 100+                | Rozwojowa kopia Su-30 Wersja D - walka elektroniczna        |                     |                     |                     |                     |
| Shenyang J-11                  | Chiny                      | myśliwiec wielozadaniowy       | J-11AJ-11B          | 120                 | kopia Su-27                                                 |                     |                     |                     |                     |
| Suchoj Su-27                   | Rosja                      | myśliwiec przewagi powietrznej | Su-27SKSu-27UBK     | 5316                |                                                             |                     |                     |                     |                     |
| Shenyang J-8II                 | Chiny                      | myśliwiec przechwytujący       | J-8A/J-8B           | 96                  |                                                             |                     |                     |                     |                     |
| Chengdu J-7                    | Chiny                      | myśliwiec                      | J-7                 | 389                 | kopia MiG-21F-13                                            |                     |                     |                     |                     |
| Samoloty szturmowe             |                            |                                |                     |                     |                                                             |                     |                     |                     |                     |
| Xi’an JH-7                     | Chiny                      | myśliwiec szturmowy            | JH-7/A              | 72                  |                                                             |                     |                     |                     |                     |
| Nanchang Q-5                   | Chiny                      | samolot bliskiego wsparcia     | Q-5                 | 119                 | rozwinięcie J-6/MiG-19                                      |                     |                     |                     |                     |
| Bombowce                       |                            |                                |                     |                     |                                                             |                     |                     |                     |                     |
| Xi’an H-6                      | Chiny                      | bombowiec strategiczny         | H-6                 | 120                 | Licencyjna kopia Tu-16, produkowane są zmodernizowane H-6K. |                     |                     |                     |                     |
| Samoloty wczesnego ostrzegania |                            |                                |                     |                     |                                                             |                     |                     |                     |                     |
| KJ-2000                        | Chiny                      | wczesne ostrzeganie            |                     | 5                   | Zmodyfikowane w Chinach Ił-76.                              |                     |                     |                     |                     |
| KJ-200                         | Chiny                      | wczesne ostrzeganie            |                     | 2                   | Na bazie Y-8.                                               |                     |                     |                     |                     |
| Samoloty szkolno-treningowe    |                            |                                |                     |                     |                                                             |                     |                     |                     |                     |
| Nanchang CJ-6                  | Chiny                      | szkolenie wstępne              | CJ-6                | 300+                | rozwinięcie Jak-18A                                         |                     |                     |                     |                     |
| Hongdu JL-8                    | Chiny                      | szkolenie podstawowe           | JL-8                | 190                 |                                                             |                     |                     |                     |                     |
| Hongdu L-15                    | Chiny                      | szkolenie zaawansowane         | L-15                | 2                   |                                                             |                     |                     |                     |                     |
| Samoloty transportowe          |                            |                                |                     |                     |                                                             |                     |                     |                     |                     |
| Ił-76                          | Rosja                      | strategiczny transportowiec    | Ił-76MD             | 20                  |                                                             |                     |                     |                     |                     |
| Harbin Y-12                    | Chiny                      | lekki transportowiec           | Y-12                | ?                   |                                                             |                     |                     |                     |                     |
| Harbin Y-11                    | Chiny                      | lekki transportowiec           | Y-11                | 50                  |                                                             |                     |                     |                     |                     |
| Shaanxi Y-8                    | Chiny                      | taktyczny transportowiec       | Y-8                 | 45                  | kopia An-12                                                 |                     |                     |                     |                     |
| Xi’an Y-7                      | Chiny                      | lekki transportowiec           | Y-7                 | 80                  |                                                             |                     |                     |                     |                     |
| Shijiazhuang Y-5               | Chiny                      | lekki transportowiec           | Y-5                 | 300                 |                                                             |                     |                     |                     |                     |
| Bombardier Challenger 600      | Kanada                     | transport VIP                  | CL 601              | 5                   |                                                             |                     |                     |                     |                     |
| Powietrzne tankowce            |                            |                                |                     |                     |                                                             |                     |                     |                     |                     |
| Xi’an H-6                      | Chiny                      | tankowiec powietrzny           | HY-6                | 10                  |                                                             |                     |                     |                     |                     |
| Śmigłowce                      |                            |                                |                     |                     |                                                             |                     |                     |                     |                     |
| Mi-17                          | ZSRR                       | transportowy                   | Mi-17               | 330                 |                                                             |                     |                     |                     |                     |
| Changhe Z-8                    | Chiny                      | ciężki transportowy            | Z-8                 | 8                   | licencyjny Super Frelon                                     |                     |                     |                     |                     |
| Harbin Z-9                     | Chiny                      | wielozadaniowy bojowy          | Z-9 WZ-9            | 180 30              | licencyjny Eurocopter Dauphin                               |                     |                     |                     |                     |
| Changhe WZ-10                  | Chiny                      | szturmowy                      | WZ-10               | 300                 |                                                             |                     |                     |                     |                     |
| Changhe Z-11                   | Chiny                      | użytkowy bojowy                | Z-11 Z-11W          | 30                  | licencyjny Eurocopter Écureuil                              |                     |                     |                     |                     |
| Eurocopter AS 532 Cougar       | Francja                    | transportowy                   | AS 532              | 6                   |                                                             |                     |                     |                     |                     |
| Sikorsky UH-60 Black Hawk      | Stany Zjednoczone          | transportowy                   | S-70C               | 16                  |                                                             |                     |                     |                     |                     |
| Harbin HC-120                  | Chiny · Francja · Singapur | Śmigłowiec szkolny             | HC-120              | 93                  | Zamówiono 130, licencyjny EC120 Colibri.                    |                     |                     |                     |                     |